# چاه مبارکه
چاه مبارکه، روستایی در دهستان هرابرجان بخش مرکزی شهرستان مروست در استان یزد ایران است.

## جمعیت
بر پایه سرشماری عمومی نفوس و مسکن در سال ۱۳۹۵، جمعیت این روستا برابر با ۹ نفر (۴ خانوار) بوده است.